# Biagio Sallusti
Biagio Sallusti (... – Como, 8 febbraio 1946) è stato un militare italiano durante la seconda guerra mondiale.

## Biografia
Dopo l'Armistizio Biagio Sallusti, ufficiale del Regio Esercito, aderì alla Republica Sociale e nel dicembre 1943 divenne presidente del tribunale che condannò a morte il partigiano ventenne Giancarlo Puecher come rappresaglia per una serie di uccisioni di fascisti. Gli unici ad intercedere a favore di Puecher e degli altri tre imputati, poi assolti, furono l’avvocato difensore Gianfranco Beltramini e in parte il podestà Airoldi.
Processato alla fine della guerra, venne condannato a morte dalla Corte d’Assise straordinaria di Como, dopo un ricorso respinto, e fucilato al poligono di Camerlata l'8 febbraio 1946.
Dopo la guerra la famiglia Sallusti subì sevizie e privazioni: la vedova venne stuprata e i figli vissero in assoluta povertà, dovendo far ricorso per anni all'assistenza cattolica.
Biagio Sallusti era il nonno del giornalista Alessandro Sallusti.